# Lachówka Mała
Lachówka Mała – wieś w Polsce położona w województwie lubelskim, w powiecie bialskim, w gminie Zalesie.
W latach 1975–1998 miejscowość administracyjnie należała do województwa bialskopodlaskiego. 
Wieś jest sołectwem w gminie Zalesie. Według Narodowego Spisu Powszechnego z roku 2011 wieś liczyła 103 mieszkańców.
Wieś posiada kompleks sportowy (siatkówka, piłka nożna, boisko do palanta, liczne szlaki rowerowe).
Wierni Kościoła rzymskokatolickiego należą do parafii Przemienienia Pańskiego w Horbowie.